# .22 WMR
 (avril 2021).
Si vous disposez d'ouvrages ou d'articles de référence ou si vous connaissez des sites web de qualité traitant du thème abordé ici, merci de compléter l'article en donnant les références utiles à sa vérifiabilité et en les liant à la section « Notes et références ».
Le .22 WMR, .22 Winchester Magnum Rimfire, .22 Magnum, ou simplement .22 Mag  est un calibre créé en 1959 par la firme Winchester.

## Présentation
Cette munition à percussion annulaire peut être tirée dans des carabines et des revolvers mais aussi quelques pistolets. Son usage va de la chasse aux nuisibles à la défense personnelle. Son projectile peut être blindé, demi-blindé ou contenir de la grenaille.

## Données métriques
- Diamètre réel de la balle : 5,7 mm
- Longueur de l'étui : 26,7 mm
- Longueur de la cartouche : 34 mm

## Balistique indicative
- Masse du projectile : 2,3 à 2,6 g
- Vitesse initiale armes d’épaule : 560 à 600 m/s
- Énergie initiale armes d’épaule : 360 à 440 joules